# Hertugdømmet Nassau
Hertugdømmet Nassau var en af medlemsstaterne i det Tyske forbund og bestod i 60 år, fra 1806 til 1866. Hertugdømmet omfattede områder, som i dag indgår i forbundslandene Hessen og Rheinland-Pfalz. Nassaus hovedstad var først Weilburg (frem til 1816) og derefter Wiesbaden.

## Historie
Den 17. juli 1806 gik resterne af de tidligere hertugdømmer Nassau-Usingen og Nassau-Weilburg ind i Rhinforbundet og blev efter pres fra Napoleon slået sammen til hertugdømmet Nassau den 30. august 1806. Det nye hertugdømme fik fælles styre ved Frederik August af Nassau-Usingen og Frederik Vilhelm af Nassau-Weilburg. Da Frederik August ikke havde arvinger, gik han med til, at Frederik Vilhelm skulle være eneste tronfølger. Frederik Vilhelm døde imidlertid i en ulykke den 9. januar 1816, og det var derefter hans søn Vilhelm, som blev tronfølger og hertug af Nassau.
Efter Wienerkongressen i 1815 blev Orange-Nassau overført til hertugdømmet, og dette samlede hertugdømme gik ind i det Tyske forbund.
Efter den preussisk-østrigske krig i 1866 blev hertugdømmet annekteret af Kongeriget Preussen og blev en del af den preussiske provins Hessen-Nassau. Nassaus sidste hertug, Vilhelms søn Adolf, blev i 1890 ved arv også hertug af Luxembourg.

## Hertuger
| Regent          | Fødselsdag     | Dødsdag           | Regeringstid                         |
| --------------- | -------------- | ----------------- | ------------------------------------ |
| Frederik August | 23. april 1738 | 24. marts 1816    | 30. august 1806 – 24. marts 1816     |
| Vilhelm 1.      | 14. juni 1792  | 20. august 1839   | 24. marts 1816 – 20. august 1839     |
| Adolf 1.        | 24. juli 1817  | 17. november 1905 | 20. august 1839 – 20. september 1866 |

## Statsministre
| Statsminister                                                              | Fra  | Til  |
| -------------------------------------------------------------------------- | ---- | ---- |
| Hans Christoph Ernst von Gagern (tvunget væk af Første franske Kejserrige) | 1806 | 1811 |
| Ernst Franz Ludwig Marschall von Bieberstein                               | 1806 | 1834 |
| Carl Wilderich von Walderdorff                                             | 1834 | 1842 |
| Friedrich Anton Georg Karl von Bock und Hermsdorf                          | 1842 | 1843 |
| Emil August von Dungern                                                    | 1843 | 1848 |
| August Hergenhahn                                                          | 1848 | 1849 |
| Friedrich Gerhard von Winzingerode                                         | 1849 | 1852 |
| Prins August Ludwig zu Sayn-Wittgenstein-Berleburg                         | 1852 | 1866 |
| August Hergenhahn (indsat af Preussen)                                     | 1866 | 1866 |

I 1806-1811 havde Nassau to ministerpræsidenter. Den ene havde været statsminister i Nassau-Usingen, mens den anden havde været statsminister i Nassau-Weilburg.